# Trachymene moorei
Trachymene moorei är en flockblommig växtart som först beskrevs av Spencer Le Marchant Moore, och fick sitt nu gällande namn av Minosuke Hiroe. Trachymene moorei ingår i släktet Trachymene och familjen flockblommiga växter. Inga underarter finns listade i Catalogue of Life.